# 7583 Rosegger
A 7583 Rosegger (ideiglenes jelöléssel 1991 BA3) a Naprendszer kisbolygóövében található aszteroida. Freimut Börngen fedezte fel 1991. január 17-én.